# Wade Davis
Wade Allen Davis (ur. 7 września 1985) – amerykański baseballista, który występował na pozycji miotacza (relief pitchera).

## Przebieg kariery
Po ukończeniu szkoły średniej, w czerwcu 2004 został wybrany w trzeciej rundzie draftu przez Tampa Bay Devil Rays i podpisał kontrakt z organizacją tego klubu, mimo iż otrzymał propozycję stypendium z University of Florida. Po występach w niższych ligach, między innymi w Durham Bulls, reprezentującym poziom Triple-A, 6 września 2009 zaliczył debiut w Major League Baseball w meczu przeciwko Detroit Tigers, w którym rozegrał 7 zmian, oddał 3 uderzenia i zaliczył 7 strikeoutów. 17 września 2009 w spotkaniu z Baltimore Orioles zanotował pierwsze zwycięstwo w MLB.
W lipcu 2010 po uzyskaniu bilansu 4–0 w pięciu startach, został wybrany najlepszym debiutantem miesiąca. Magazyn Baseball America umieścił go w składzie najlepszych debiutantów za sezon 2010. W sezonie 2012 grał jako relief pitcher.
W grudniu 2012 w ramach wymiany zawodników przeszedł do Kansas City Royals. W 2013 rozegrał 24 mecze jako starter i 7 jako reliever. W 2015 po raz pierwszy został powołany do AL All-Star Team i zagrał w trzech meczach World Series, w których Royals pokonali New York Mets 4–1. 7 grudnia 2016 przeszedł do Chicago Cubs za Jorge Solera. 29 sierpnia 2017 ustanowił rekord klubowy, zaliczając save’a w 27 meczach z rzędu.
29 grudnia 2017 podpisał trzyletni kontrakt z Colorado Rockies.

## Nagrody i wyróżnienia
| Nagroda/wyróżnienie      | Lata             | Źródło |
| 3× All-Star              | 2015, 2016, 2017 | [ 3 ]  |
| Zwycięzca w World Series | 2015             | [ 7 ]  |
| Babe Ruth Award          | 2015             | [ 10 ] |